# Zsuzsanna Vörös
Zsuzsanna Vörös (Székesfehérvár, 4 mei 1977) is een atleet uit Hongarije.
Op de Olympische Zomerspelen van Sydney in 2000 nam Vörös voor het eerst deel aan de Spelen op het onderdeel moderne vijfkamp. Ze eindigde als 15e, maar wel met een nieuw olympisch record op het onderdeel zwemmen.
Op de Olympische Zomerspelen van Athene pakte Vörös de gouden medaille op het onderdeel individuele moderne vijfkamp. Vier jaar later verdedigde ze haar medaille op de Olympische Zomerspelen van Beijing in 2008, maar kwam ze niet verder dan de 19e plaats.
Op de wereldkampioenschappen moderne vijfkamp 1999 werd Vörös voor het eerst wereldkampioen moderne vijfkamp. In 2003 en 2004 pakte ze opnieuw deze titel.
2000: Stephanie Cook ·
2004: Zsuzsanna Vörös ·
2008: Lena Schöneborn ·
2012: Laura Asadauskaitė ·
2016: Chloe Esposito ·
2020: Kate French ·
2024: Michelle Gulyás